# David Littmann
David Littmann (* 28. Juli 1906 in Chelsea; † 1981) war ein US-amerikanischer Kardiologe deutsch-jüdischer Abstammung und wurde durch die Erfindung eines nach ihm benannten Stethoskops weltweit bekannt.

## Leben
Littmann absolvierte ein Studium der inneren Medizin an der Tufts University in Medford, Massachusetts, USA, wo er 1929 seinen Abschluss machte. Seine Assistenzzeit absolvierte er am Boston City Hospital (1929–1931). Anschließend praktizierte er am Harrisburg Hospital und am Veteran Administration Hospital, West Roxbury. Er war Mitglied der American Association for the Advancement of Science. Danach arbeitete er zehn Jahre in einer privaten Praxis und diente während des Zweiten Weltkriegs im medizinischen Korps der US-Armee, bevor er eine Professur als Kardiologe an der Harvard Medical School erhielt.

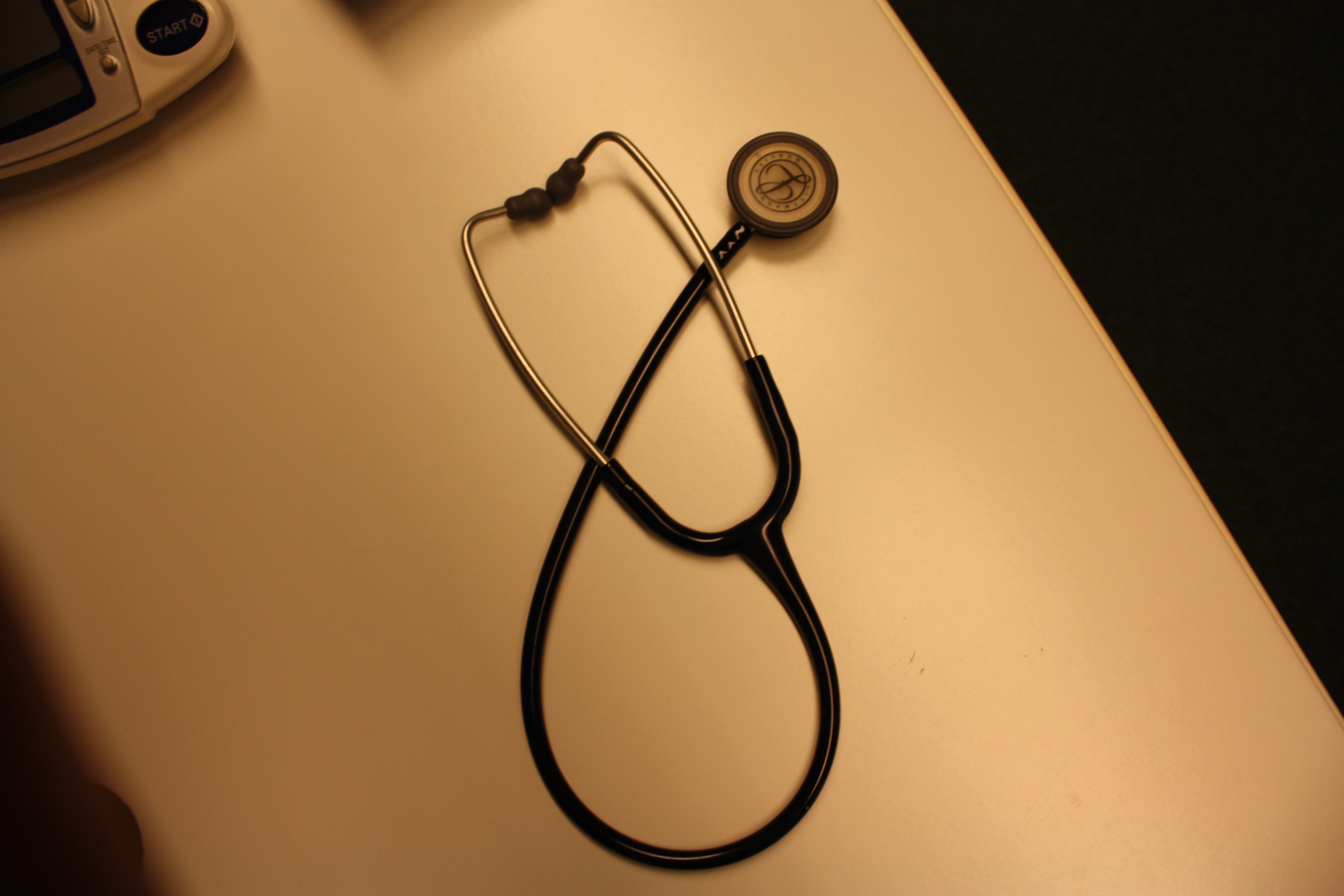
Littmann-Stethoskop

## Erfindung des Kombinationsstethoskops
Der Name Littmann ist im medizinischen Bereich weltweit durch die von ihm entwickelten Stethoskope bekannt. Sein „Idealstethoskop“ beschrieb er seinen Kollegen 1961 in der November-Ausgabe der Fachzeitschrift Journal of the American Medical Association.
Seine Erfindung des „Kombinationsstethoskops“ besteht aus einem Doppelkopf-Bruststück mit einem Trichter auf der einen und einer Membran auf der anderen Seite. Damit lassen sich seitdem hoch- und niedrigfrequente Töne besser abhören. 1963 meldete er seine Entwicklung zum Patent an.
Littmann gründete zusammen mit Gus Machlup die Firma Cardiosonics für den Vertrieb der Stethoskope, anfangs bot man nur ein Schwestern- und ein Ärztestethoskop an. Im April 1967 übernahm 3M Littmanns Firma und behielt den Gründer als Berater. 3M produziert bis heute Stethoskope unter dem Namen 3M Littmann.